# Northeim (stad)
Northeim is een stad en gemeente in de Duitse deelstaat Nedersaksen. Het is de Kreisstadt van het Landkreis Northeim. De stad telt 29.092 inwoners en heeft de status van selbständige Gemeinde. Naburige steden zijn onder andere Bad Gandersheim, Bodenfelde en Dassel.

## Stadsdelen
Naast de stad Northeim zelf behoren vijftien dorpen als Stadtteil tot de gemeente. In de onderstaande lijst zijn deze vermeld, met de geschatte afstand in km tot het stadscentrum van Northeim en de richting  (N = ten noorden van de stad; O = oost; Z = zuid; W = west). Als het inwonertal beneden 500 ligt, is dit weggelaten.
- Berwartshausen, 7 km ZW
- Bühle, 8 km Z
- Denkershausen, 6 km NO
- Edesheim, 6 km N, 800 inw.
- Hammenstedt, 5 km O, 900 inw.; aan St. Pieter gewijde dorpskerk (bouwjaar 1208)
- Hillerse, 5 km ZW, ruim 1000 inw.; aan St. Pieter gewijde dorpskerk (gebouwd eind 17e eeuw) met orgel
- Höckelheim, 3 km W, bijna 1100 inw. Dit dorp bezat vanaf 1247 een klooster. In 1545 vond hier een veldslag plaats. In 1811 brandde het dorp tweemaal geheel af. Daarbij gingen de kloostergebouwen ook verloren. Op 3 december 1991 is hier  door mannen, die een gasleiding aanlegden, een schat, bestaande uit ca. 17.000 meest zilveren munten gevonden, uit o.a. Meissen en Brunswijk, alsmede twee baren zilver, die in 1382 in Brunswijk gekeurd zijn. De munten dateren uit de 13e, 14e en 15e eeuw. Een deel van de munten is te zien in de kelders van het streekmuseum in de stad Northeim.
- Hohnstedt, 7 km NW, 600 inw. Het dorp heeft een, aan Sint Maarten gewijd, omstreeks 1200 gebouwd kerkje, met een fraai uit 1718 daterend barokorgel. In dit dorp gebeurde in 1982 een ongeluk. Bij een uit de hand gelopen paasvuur kwamen vijf jongeren uit Hohnstedt om het leven.
- Hollenstedt, 6 km NW, bij een grote brug over de Leine, 700 inw.
- Imbshausen, 7 km NNO, bijna 500 inw.; het neogotische kasteel in het dorp dateert uit 1864 en wordt door een adellijke familie bewoond.
- Lagershausen, 7 km NO
- Langenholtensen, 1,5 km NO, 1900 inw.
- Schnedinghausen, 5 km ZW
- Stöckheim, 7 km NW
- Sudheim, 5 km Z, 1500 inw., zetel van een schoenenfabriek van 1946 tot plm. 1973. Thans een forensendorp aan de doorgaande weg naar Göttingen.

## Ligging, verkeer, vervoer

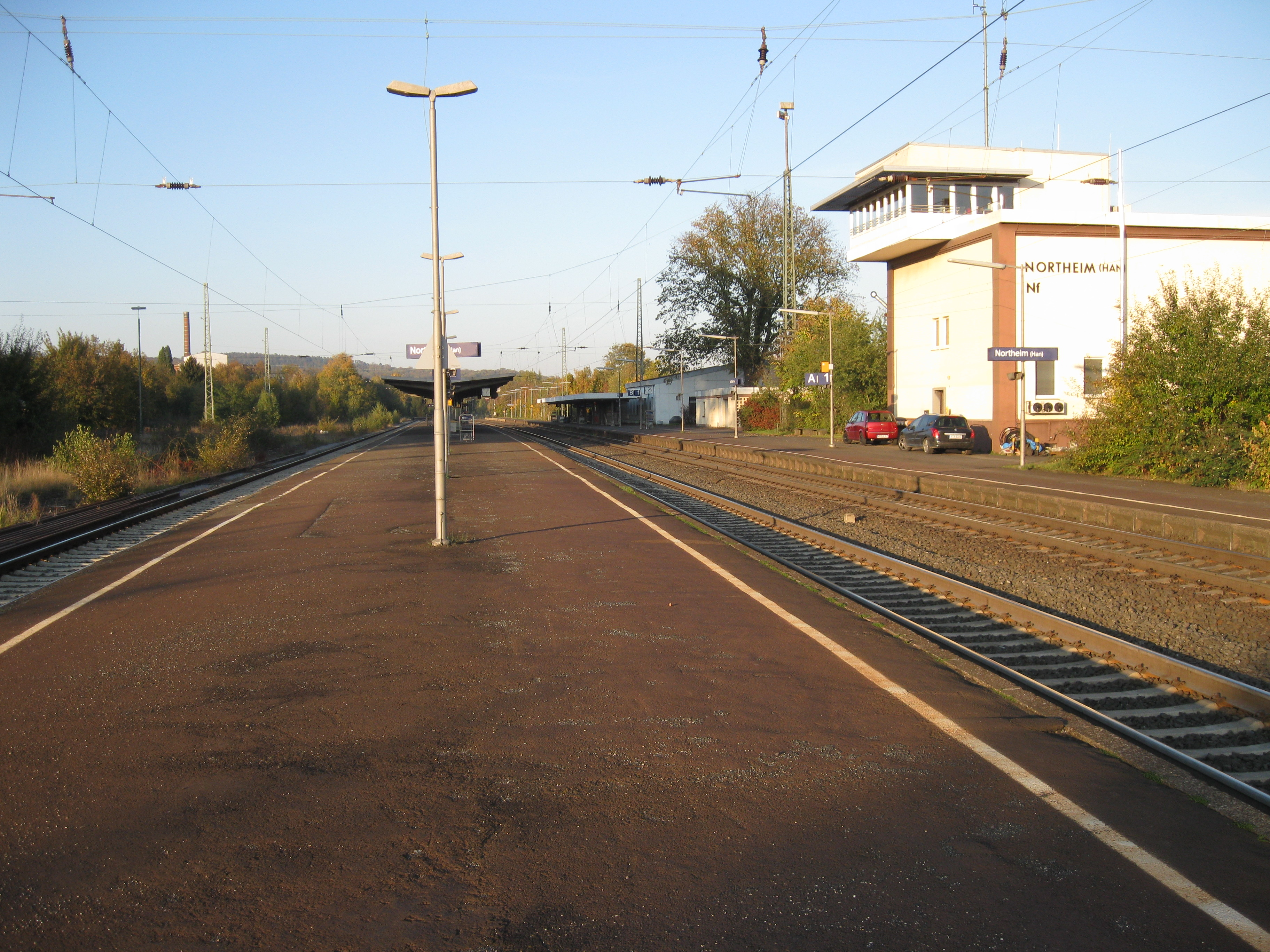
Het station

Northeim ligt ruim 20 km ten noorden van de universiteitsstad Göttingen. Op 21 km oostwaarts begint het Harzgebergte bij Osterode am Harz.
De stad ligt aan de Rhume, een in de Harz ontspringend, oostelijk zijriviertje van de Leine. Deze rivier stroomt van zuid naar noord, ongeveer 5 km ten westen langs de stad, door de tot de gemeente behorende dorpen Höckelheim en Hollenstedt.
De 10e lengtegraad oosterlengte loopt door de stad en is in het centrum met aparte bestrating gemarkeerd.
De Autobahn A7 loopt in noord-zuidrichting ten westen van de stad langs. Northeim heeft twee afritten, de nummers 69 (Nord) naar de  Bundesstraße 3, en 70 (West), naar de B 241.
De stad heeft een vrij groot treinstation, omdat er een knooppunt van drie spoorlijnen ligt. De Intercity-treinen (Hamburg- München v.v.) stoppen er maar enkele keren per dag. Wel kan men van hier met stoptreinen reizen naar o.a. Bad Harzburg, Göttingen, Kreiensen, Einbeck en Nordhausen.

## Economie

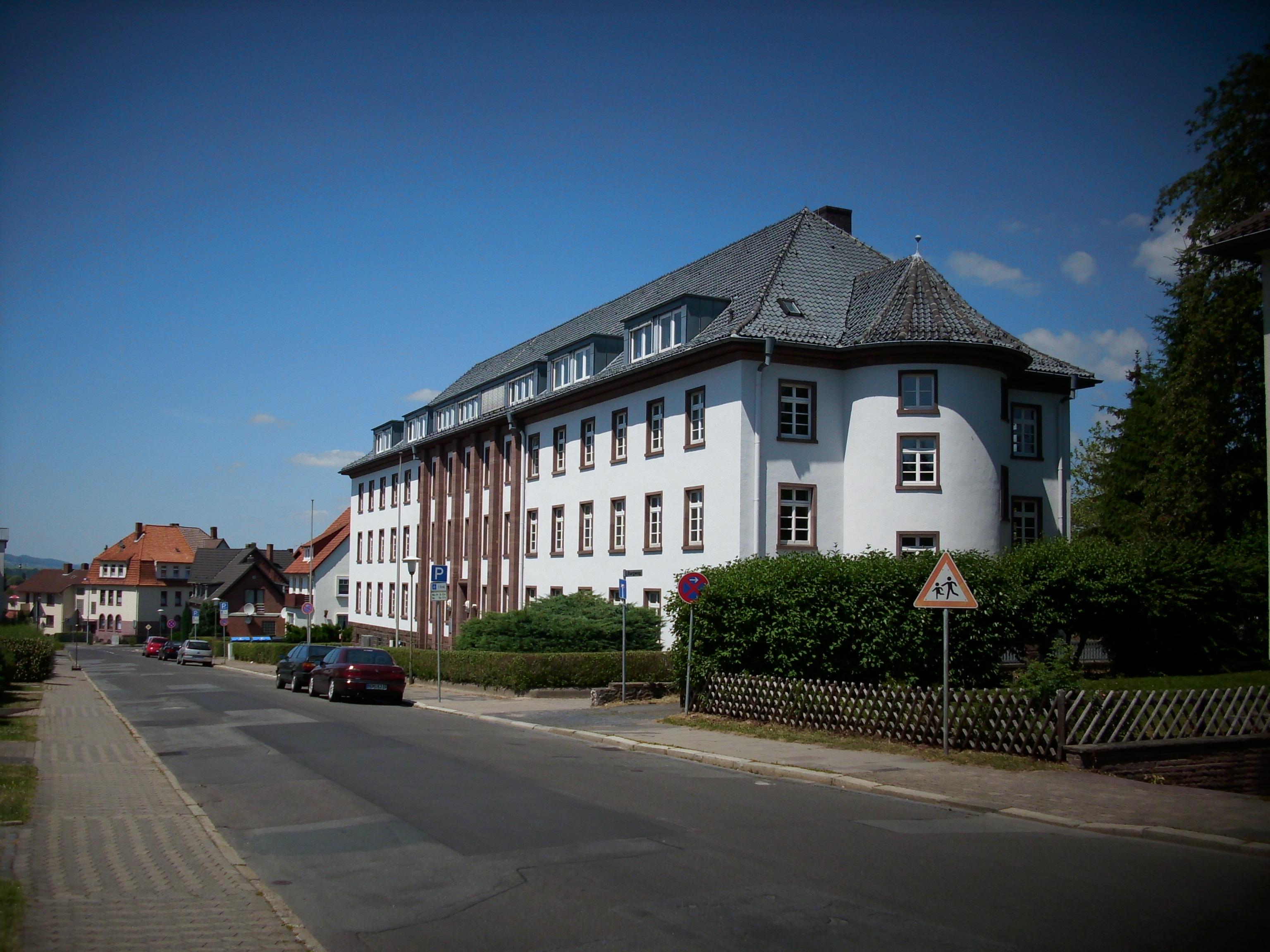
Belastingkantoor
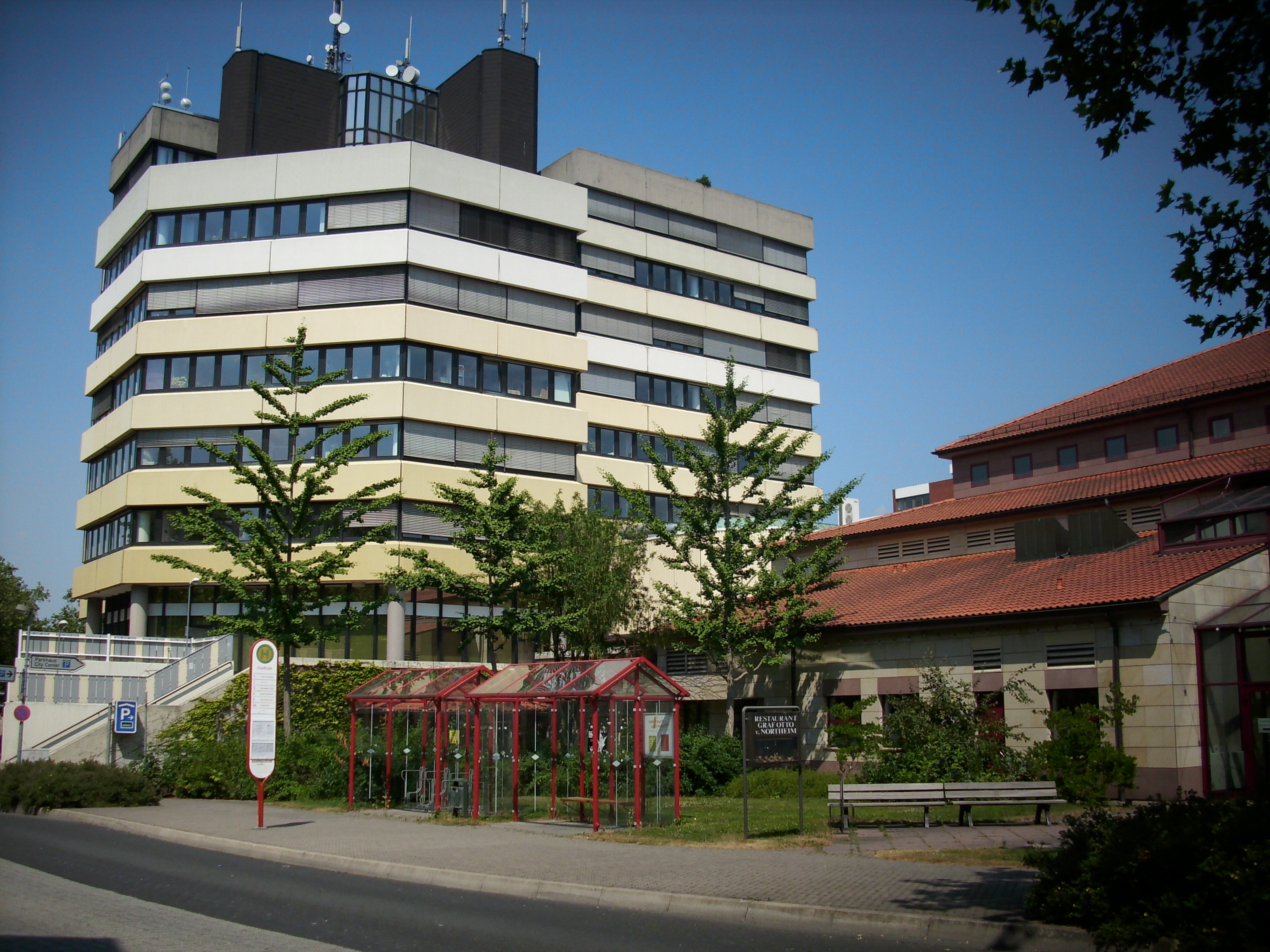
Kantoor van de Kreisverwaltung (regio-bestuur) met de  Stadthalle

Ten westen van Northeim vindt in de  Leinevallei grindwinning plaats. Hierdoor zijn ten noordwesten van de stad aan weerszijden van de A7 enige meertjes ontstaan. Deze worden, met wat overdrijving, de Northeimer Seenplatte genoemd.
In de stad zijn enige belangrijke bedrijven gevestigd, waaronder in de eerste plaats een dochteronderneming van de Continental AG bandenfabriek (1800 arbeidsplaatsen), die (half-)producten van een mengsel uit rubber en textiel maakt; verder een plasticfabriek, een verpakkingsindustrie, een bedrijf dat kartonnen monsterkaartjes drukt en een producent van exclusieve herenkleding.
De stad is zetel van talrijke ambtelijke instellingen. De dienstensector is dus economisch van belang. Vanwege het stedenschoon en de mooie omgeving van Northeim, geldt dit ook voor het toerisme.

## Geschiedenis

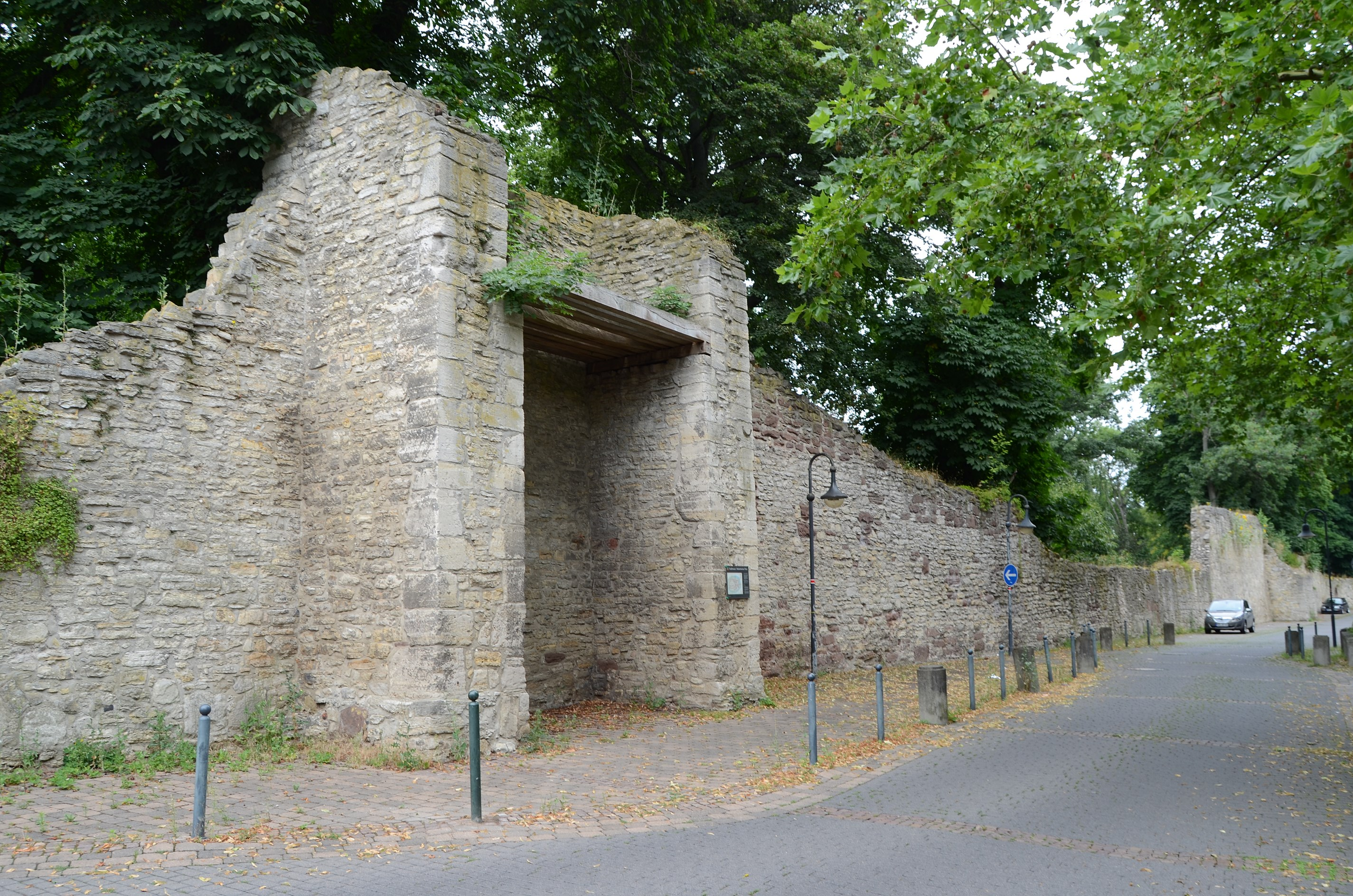
Toren bij de Höckelheimer poort
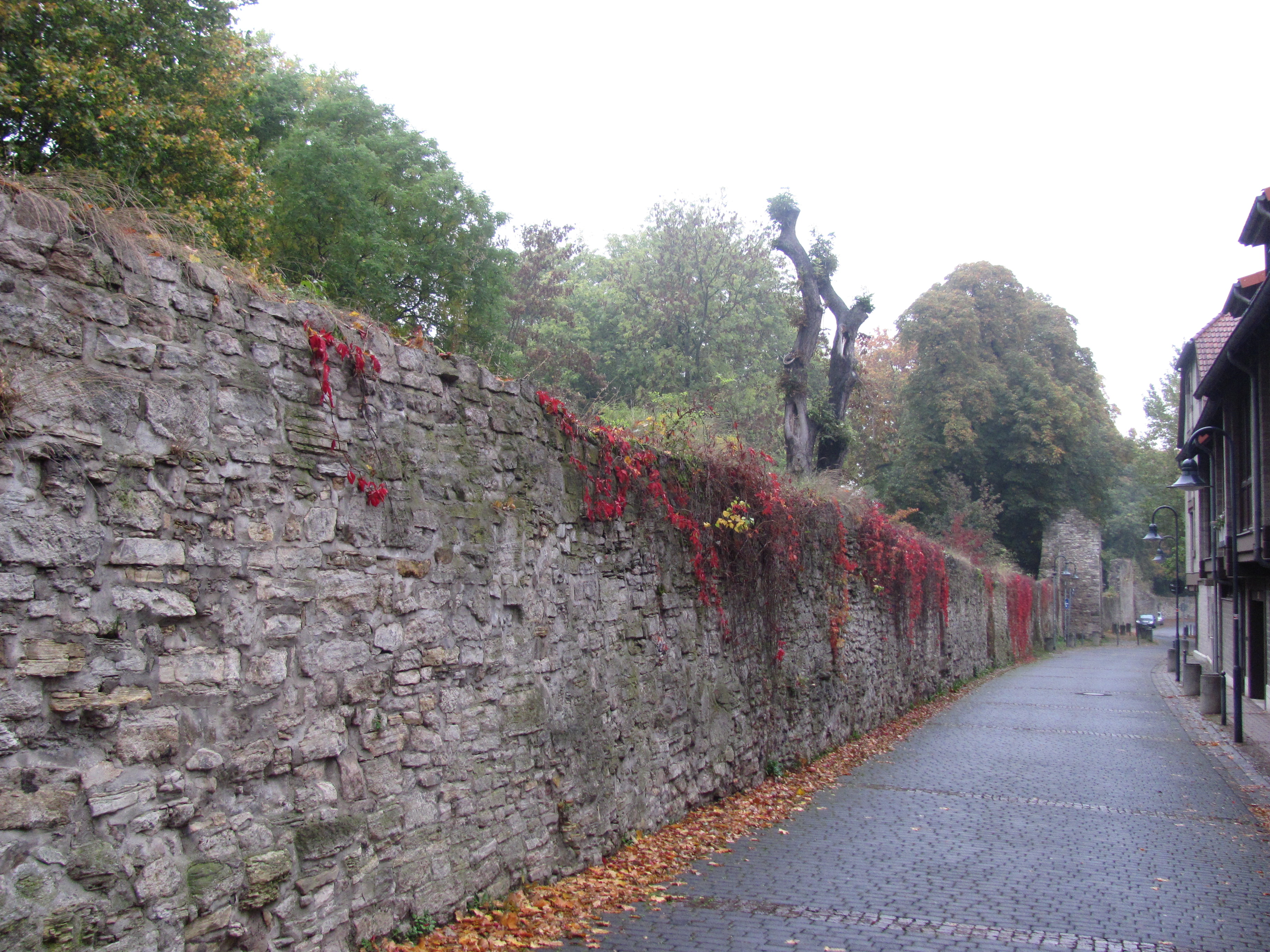
Stadsmuurrestant, Untere Straße
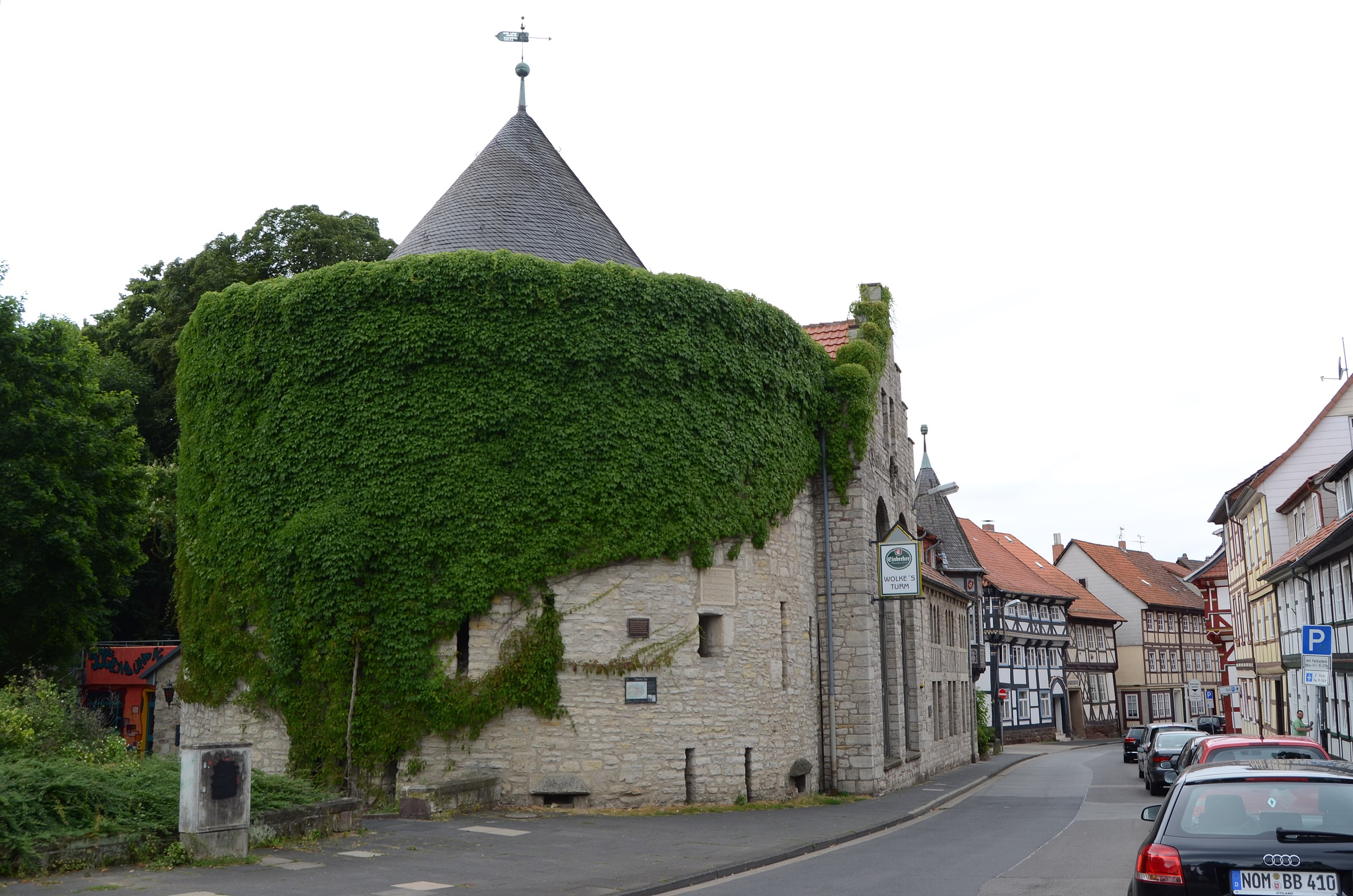
Brouwerijtoren
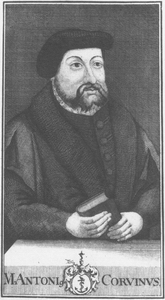
De reformator Anton Corvinus
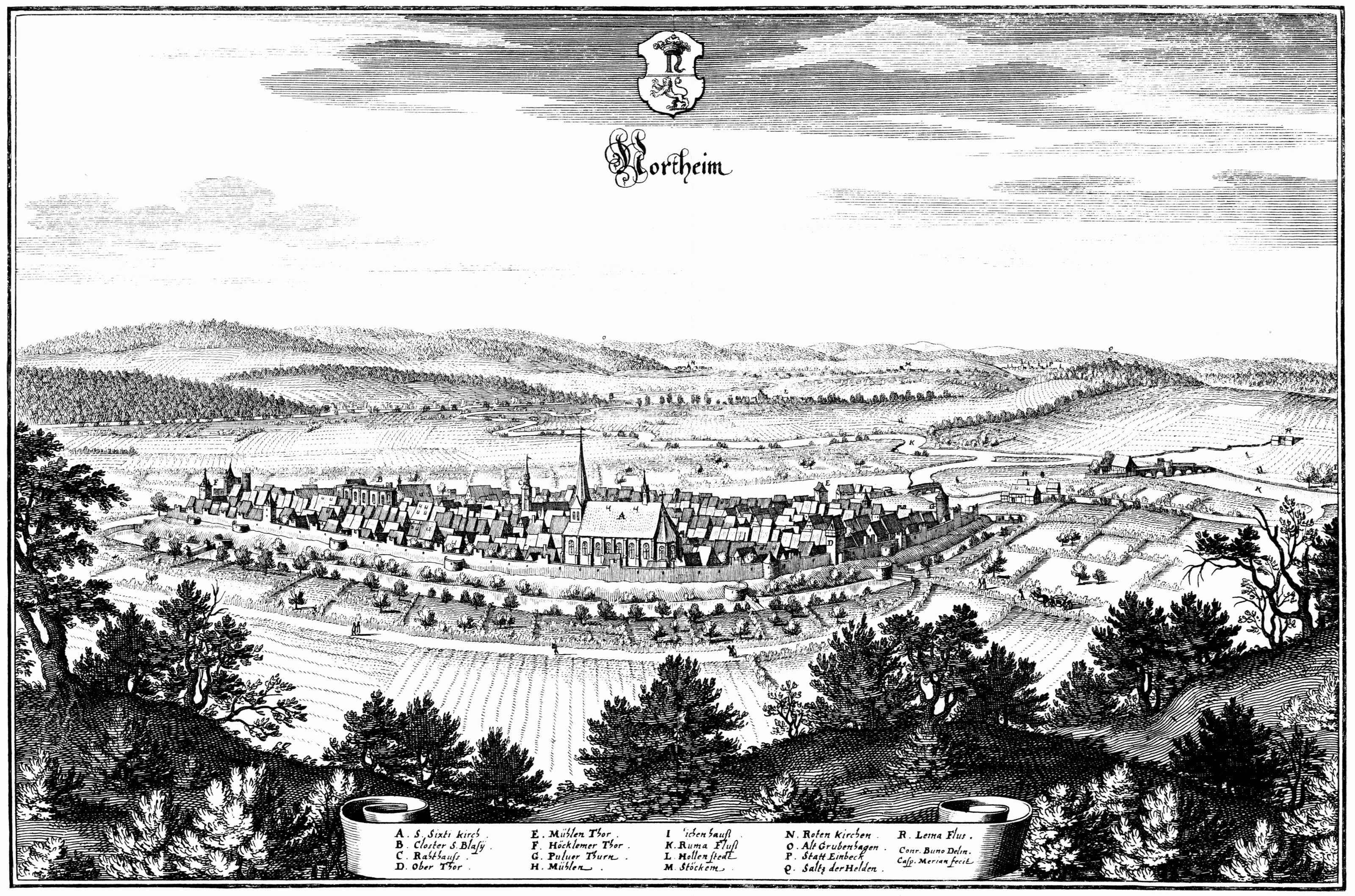
Merian-ets van Northeim (1654)
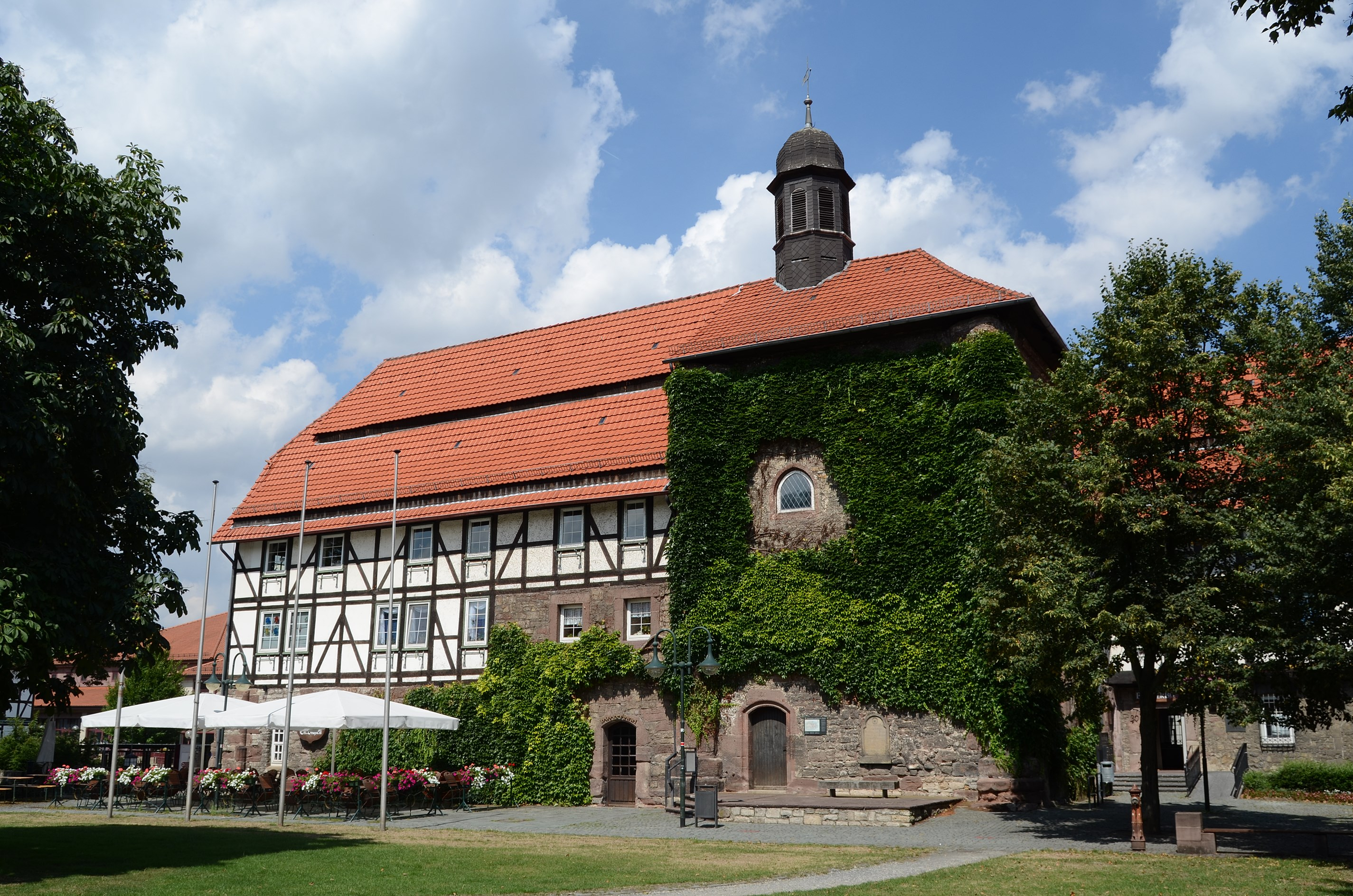
St. Blasiuscomplex
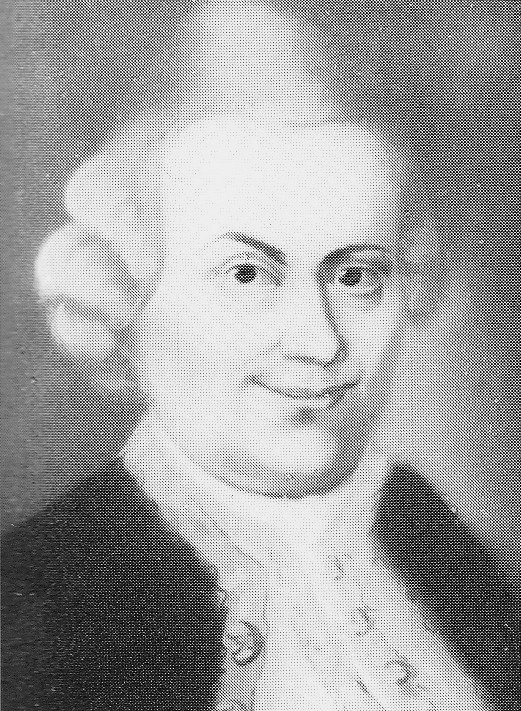
De als voorbeeldig geprezen burgemeester Dr. Johann Achterkirchen

In de vroege middeleeuwen waren er drie dorpen, Northeim, Medenheim (dat in de middeleeuwen verdween) en Sudheim (dat nog als dorp bestaat). Dit blijkt uit een 8e-eeuws document, waarin melding is van schenkingen door Saksische edelen van landerijen daar aan de Abdij van Fulda.  Hiervan ontwikkelde Northeim vanwege de gunstige ligging zich tot stad. Rond 982 werd de stad de residentie van het graafschap Northeim. Omstreeks 1100 ging de wens van graaf Otto van Northeim in vervulling, nl. dat er een benedictijnenklooster, gewijd aan Sint-Blasius, in Northeim werd gesticht. Rondom dit klooster ontstond een handelsnederzetting.
In 1252 kreeg Northeim stadsrechten, werd enige jaren daarna ommuurd, het kreeg omstreeks 1334 muntrecht, en in 1384 trad de intussen bloeiende handelsstad toe tot de Hanze.
Het belangrijke St.-Blasiusklooster trad in 1464 toe tot de hervormingsgezinde Congregatie van Bursfelde. Deze beweging, mede gesticht door de monnik Johann Dederoth, die enige decennia eerder novicenmeester in de St.-Blasiusabdij was geweest, zuiverde de orde van ongewenste uitwassen en herstelde de kloosterdiscipline. Wellicht heeft ook de Moderne Devotie enige invloed op deze ontwikkelingen gehad; in ieder geval is rond 1431 Hendrik van Loder, een andere monnik en aanhanger van de Moderne Devotie, in de omgeving van Hildesheim en Goslar actief geweest.  Het  Corvinus-gymnasium van de stad werd reeds in 1477 als Latijnse school gesticht.
In het midden van de 16e eeuw werd Northeim door de in 1539 door de reformator en theoloog Anton Corvinus doorgevoerde  Reformatie een lutherse stad, en ook het St. Blasiusklooster hield op te bestaan.
De Dertigjarige Oorlog maakte een eind aan de voorspoed van de stad. Belegeringen en plunderingen, met name in de jaren 1626 en 1641, ruïneerden en decimeerden Northeim.
Van 1759 tot aan zijn dood in 1789 had Northeim, anders dan veel andere steden gedurende de 18e eeuw, in de persoon van Johann Achterkirchen een burgemeester, die door een zeer goede manier van besturen uitblonk.
In 1832 verloor de stad bij een grote brand tientallen oude huizen, en ook het stadhuis ging verloren.
In 1854 werd Northeim aangesloten op het spoorwegnet, wat de industrialisatie (er kwamen o.a. grote tabak- en suikerfabrieken) en de daarmee gepaard gaande economische groei  van de late 19e en vroege 20e eeuw inluidde.
In april 1945 liep een deel van de stad bij een geallieerd bombardement  zware schade op. Zo werd het station geheel vernietigd. De oude binnenstad bleef, evenals bij een eerder bombardement in 1944, gespaard.
Na de Tweede Wereldoorlog trad, zoals overal in de omgeving, economisch herstel in.
In de nacht van  15 november 1992 gebeurde er op een overweg bij de stad een ernstig treinongeval. Een nachttrein botste op een ontspoorde goederentrein. Daarbij vielen 11 doden en 51 gewonden.

## Bezienswaardigheden
- Northeim heeft een autoluwe binnenstad met oude vakwerkhuizen, vooral in de Breite Straße.
- De St.-Sixtuskerk, gebouwd in 1208 in gotische stijl, is nu evangelisch-luthers. De kerk bezit een vroeg 18e-eeuws barok kerkorgel,van de hand van de in Noord-Duitsland beroemde orgelbouwer Johann Heinrich Gloger, alsmede een uit omstreeks 1420 daterend altaarstuk, gewijd aan Maria.
- Theater der Nacht, een figuren- en poppentheater  dat o.a. in het fantasy-genre voorstellingen geeft. Het is gevestigd in een voormalige brandweerkazerne dicht bij de St.-Sixtus.
- De St.-Blasiuskapel, bedoeld als sacristie voor een in de 16e eeuw te bouwen kloosterkerk, die er ten gevolge van de Reformatie nooit kwam, is een van de restanten van het St.-Blasiusklooster.  De andere bewaard gebleven delen van dit klooster, vakwerkhuizen, herbergen een deel van de gemeentekantoren.
- Ten oosten van de stad is een bebost, heuvelachtig gebied, dat geschikt is voor wandelingen en fietstochten. Bijna twee km ten oosten van de binnenstad bevindt zich in dit bos een zwavelhoudende bron, de Gesundbrunnen. Hieromheen bevindt zich een openluchttheater, waar vanwege de akoestiek ook vaak pop-, rock-, maar ook wel klassieke concerten gehouden worden. Meer zuidelijk, op een 326 m hoge heuveltop, staat de Wieterturm, een uitzichttoren.
- Wie 20 km naar het oosten reist, komt voorbij Osterode in de Harz.
- Het stadsmuseum, gevestigd in een 15e-eeuws vakwerkhuis St.-Spiritus, een voormalig hospitaal, tegenover het voormalige St.-Blasiusklooster, heeft een collectie met o.a. de muntschat van Höckelheim (zie hierboven).
- De meertjes ten noordwesten van Northeim herbergen een jachthaven en een 80 ha groot watervogelreservaat.

## Belangrijke personen in relatie tot de stad

### Geboren
- Otto van Northeim, (1020-1083), graaf van het graafschap Northeim en hertog van het hertogdom Beieren
- Hendrik van Northeim of Hendrik de Vette, (1060-1101), graaf van het graafschap Northeim en markgraaf van Friesland
- Richenza van Northeim, (1087 of 1089-1141), keizerin van het Heilige Roomse Rijk

### Overleden
- Burkhard Heim, (1925-2001), Duits natuurkundige

### Overige
- Vicco von Bülow (beter bekend als Loriot), (1923-2011), Duits cabaretier en humorist, woonde als jonge man geruime tijd in Northeim en deed er eindexamen van de middelbare school.

## Partnersteden
- Gallneukirchen (Oostenrijk), sinds 1992
- Prudnik (Polen), voor 1945: Neustadt in Schlesien, sinds 1990
- Tourlaville (stadsdeel van Cherbourg-en-Cotentin, Frankrijk), sinds 1967

## Galerij

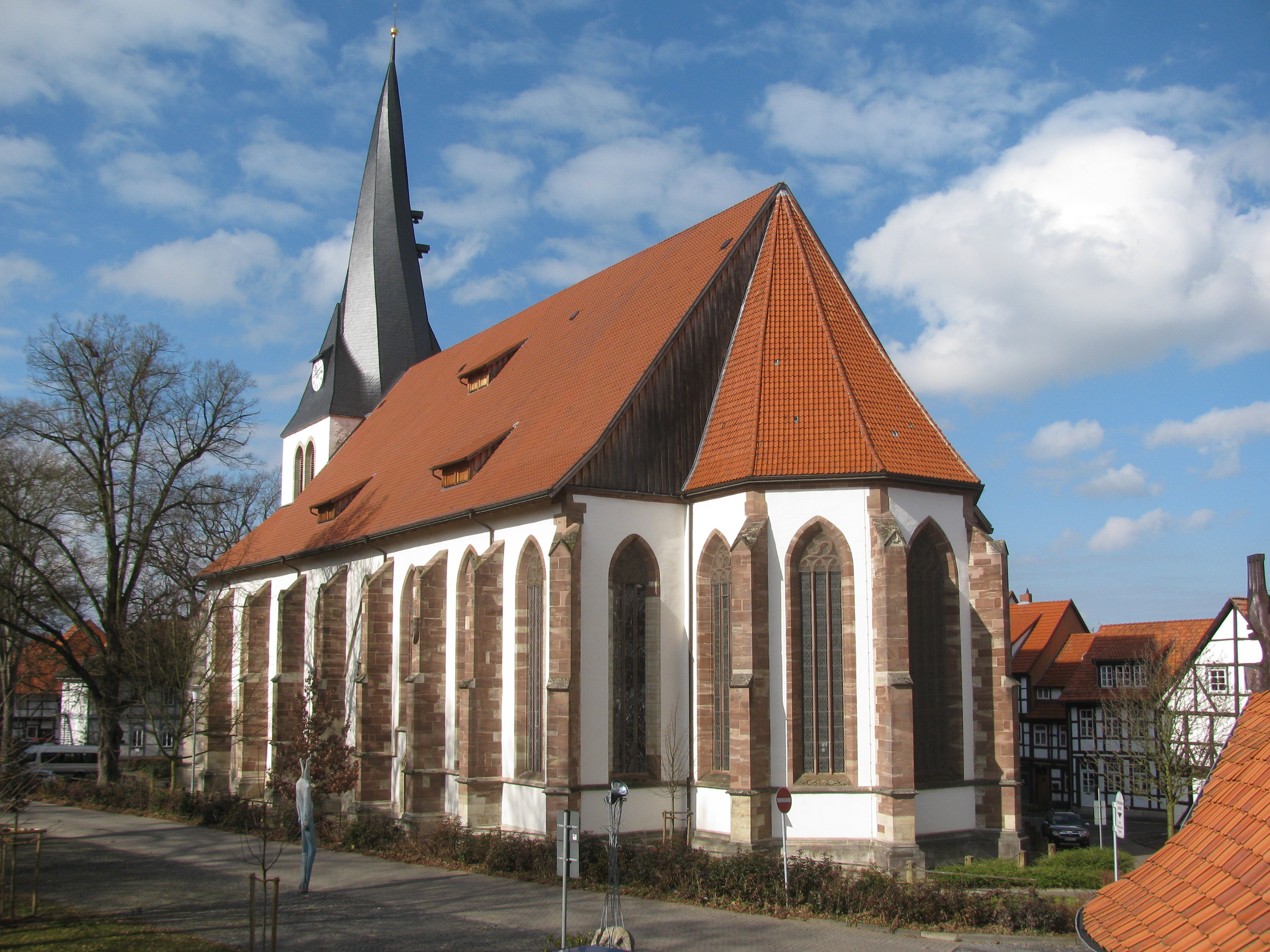
St.Sixtuskerk
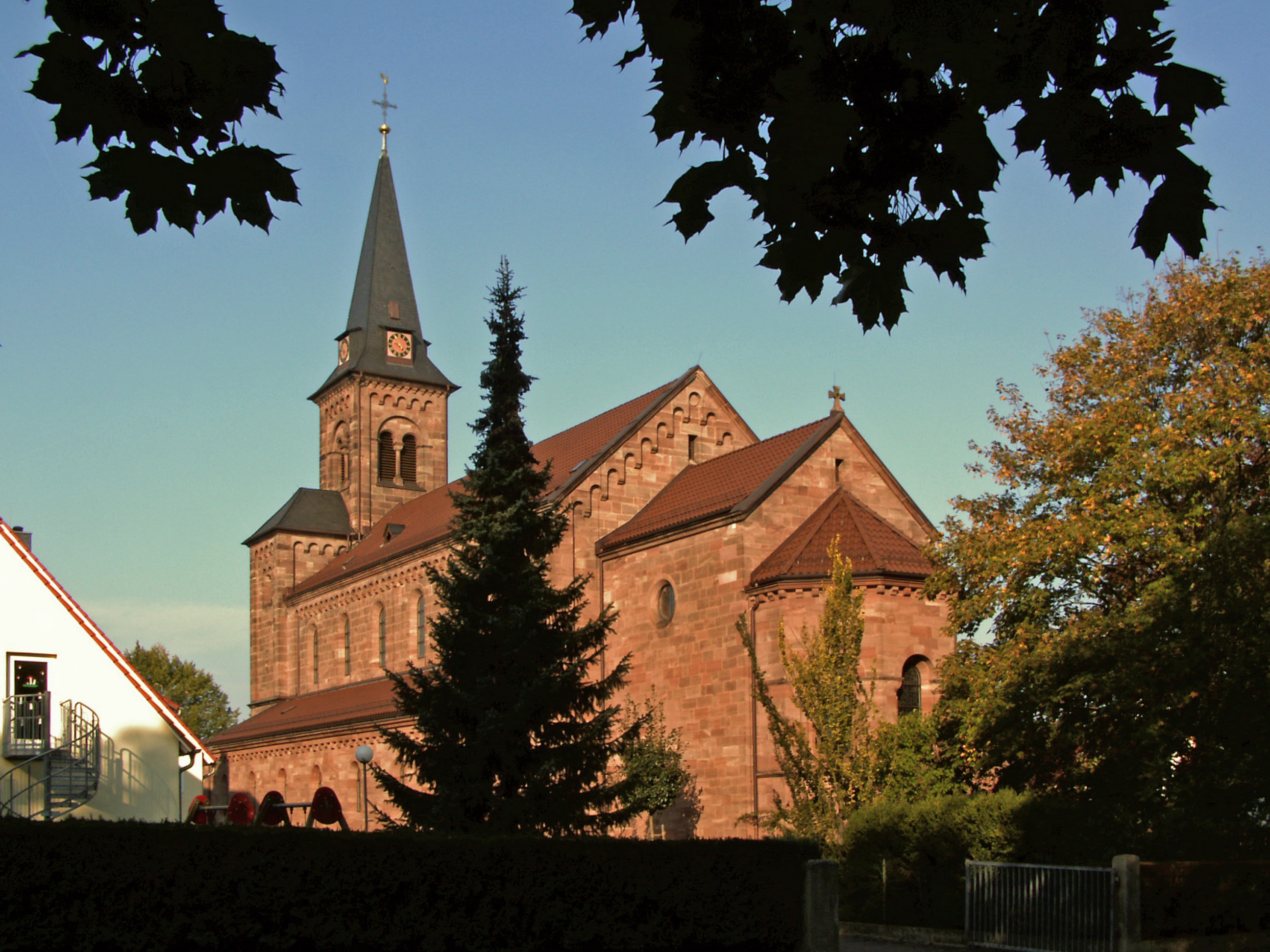
R.K. Mariakerk
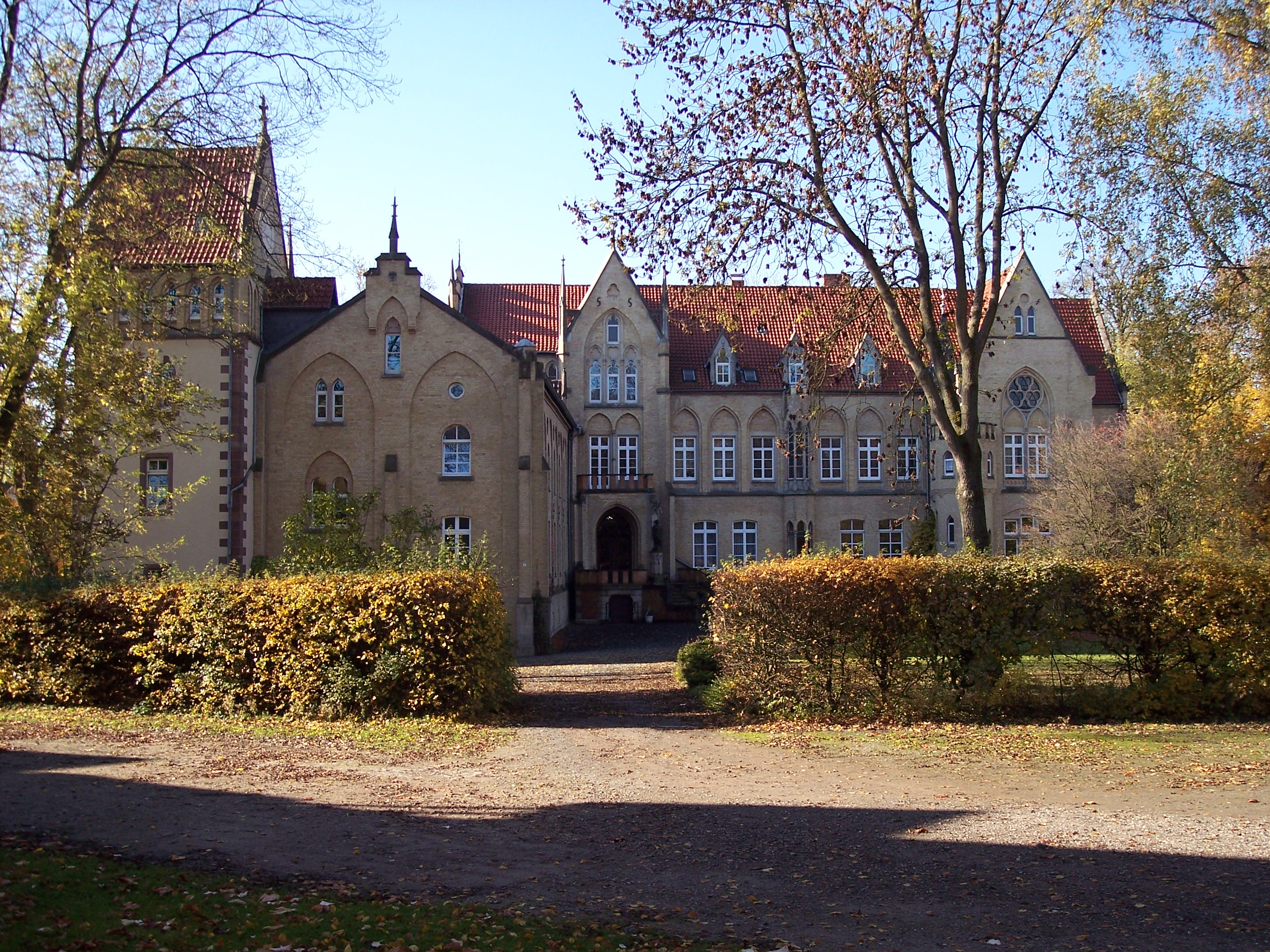
Kasteel Imbshausen
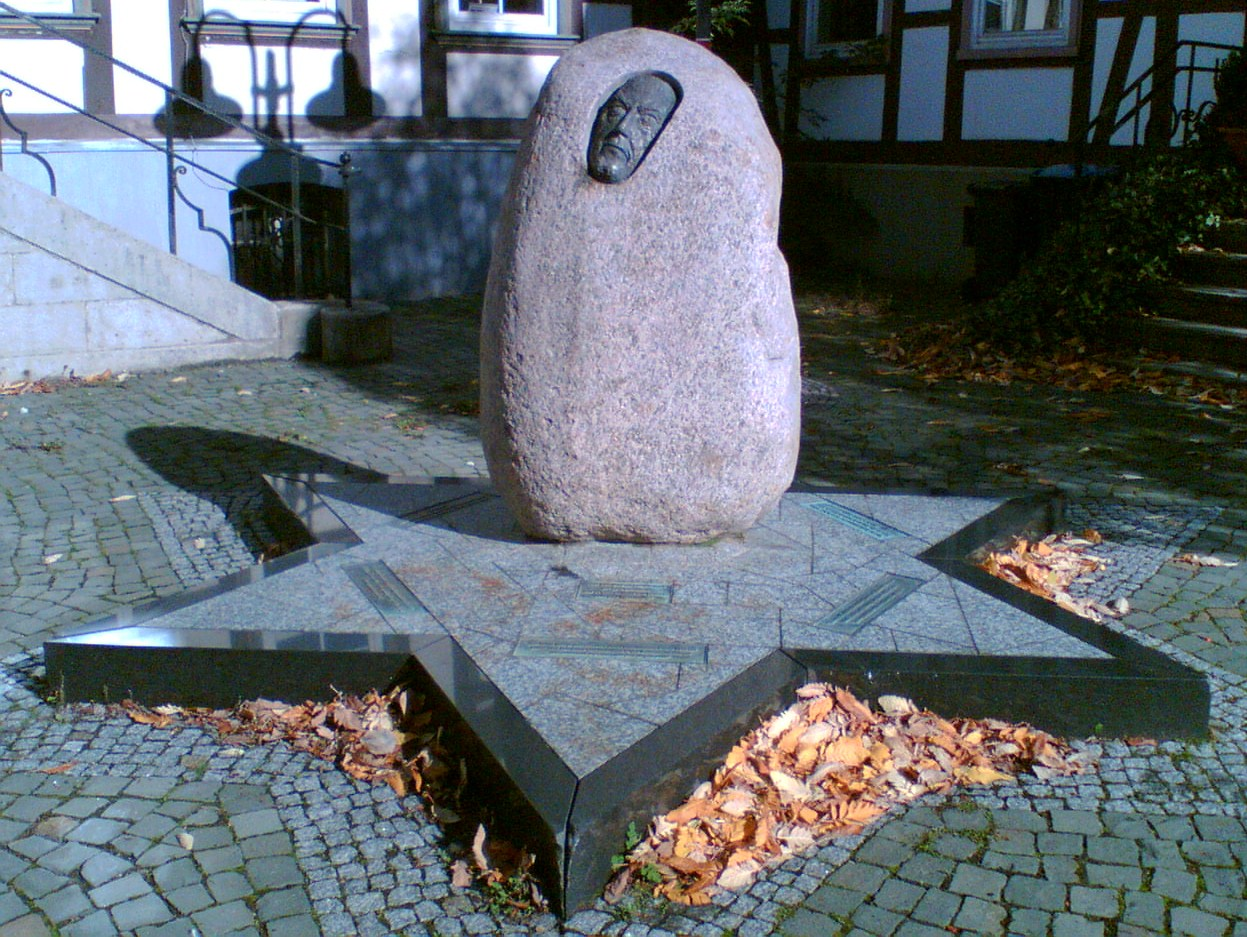
Holocaustmonument in Northeim
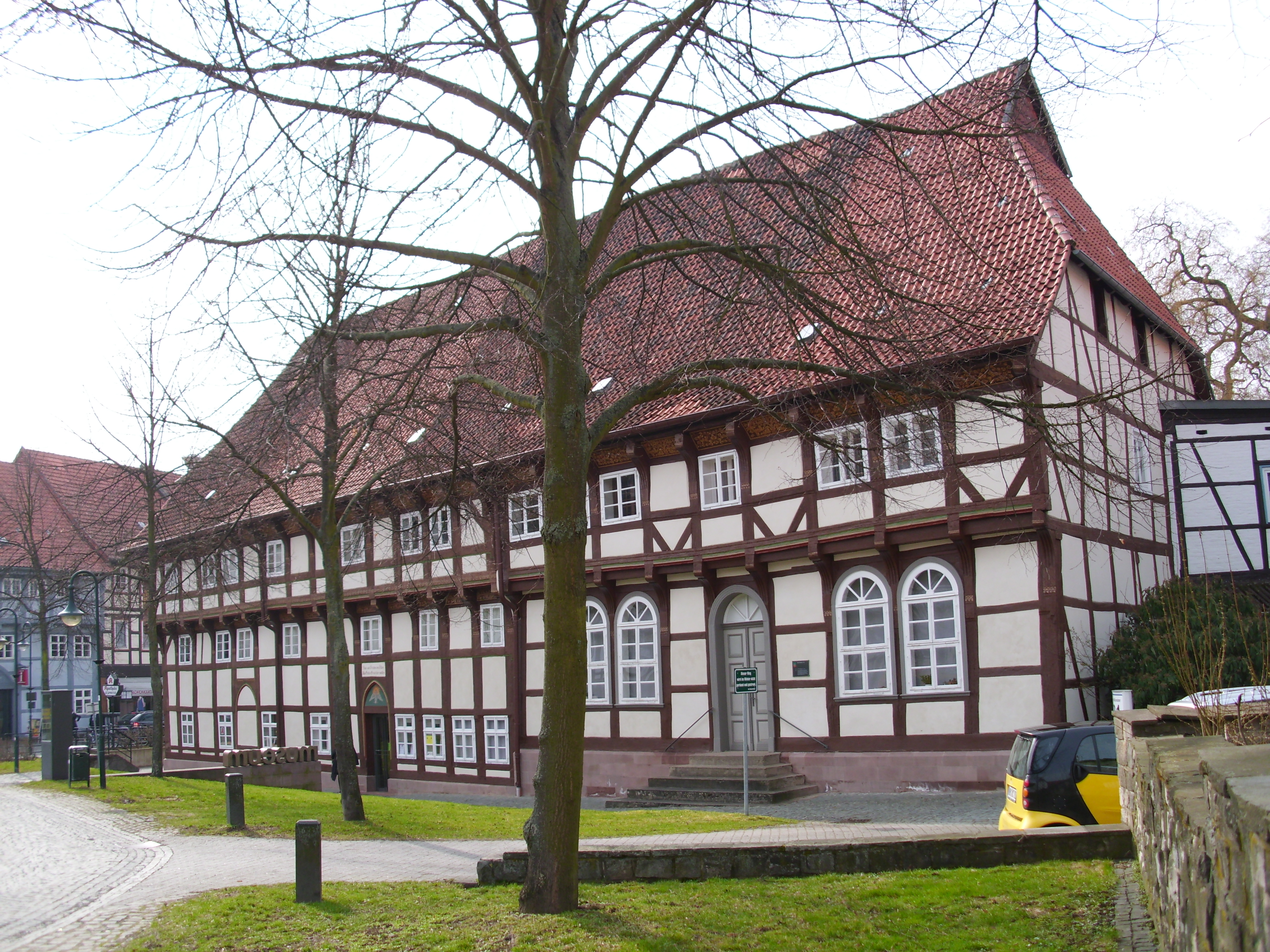
Huis St. Spiritus, waain het Heimatmuseum (streekmuseum) is gevestigd
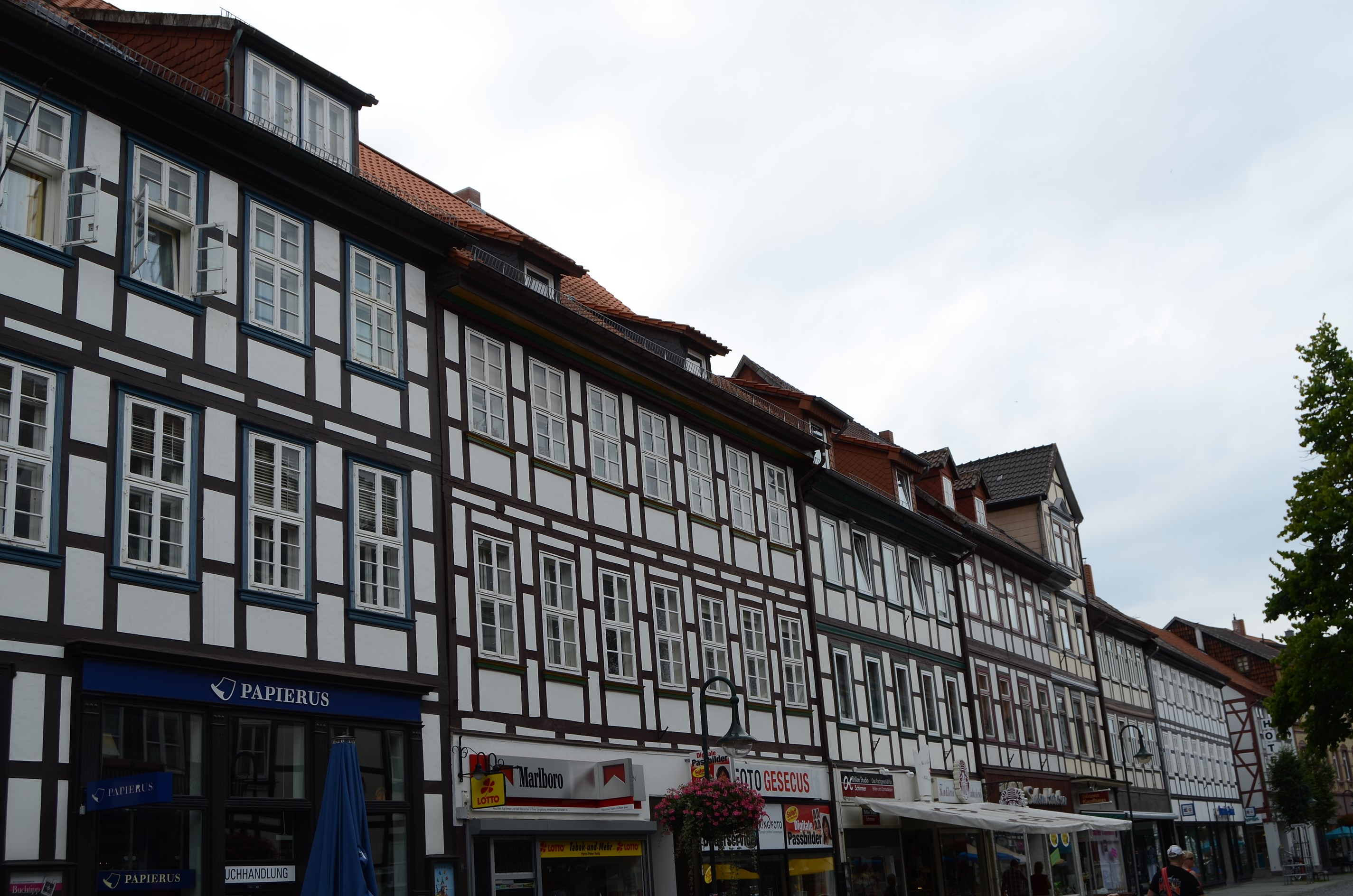
Vakwerkhuizen Breite Straße 1–7
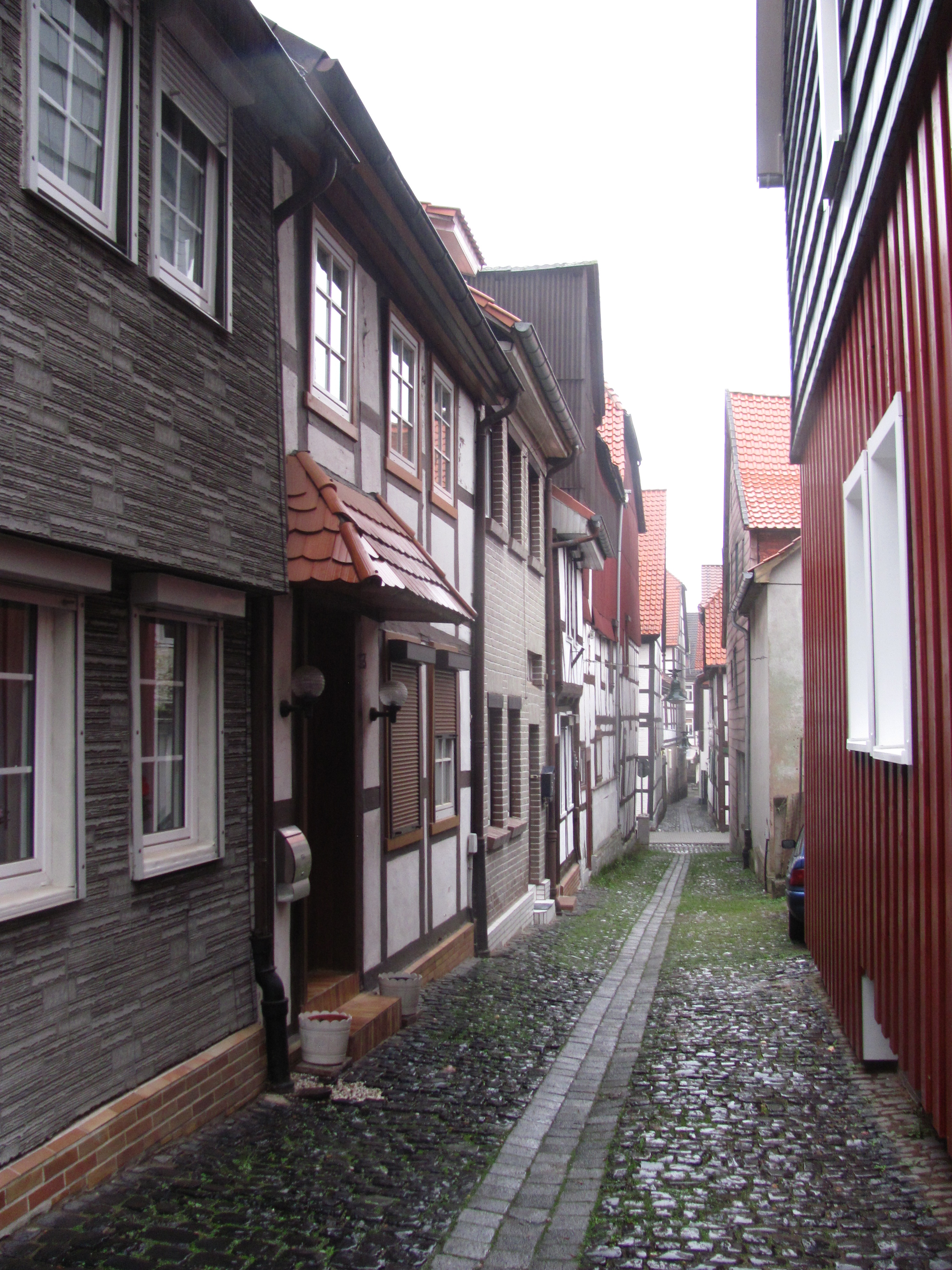
De Wassergasse
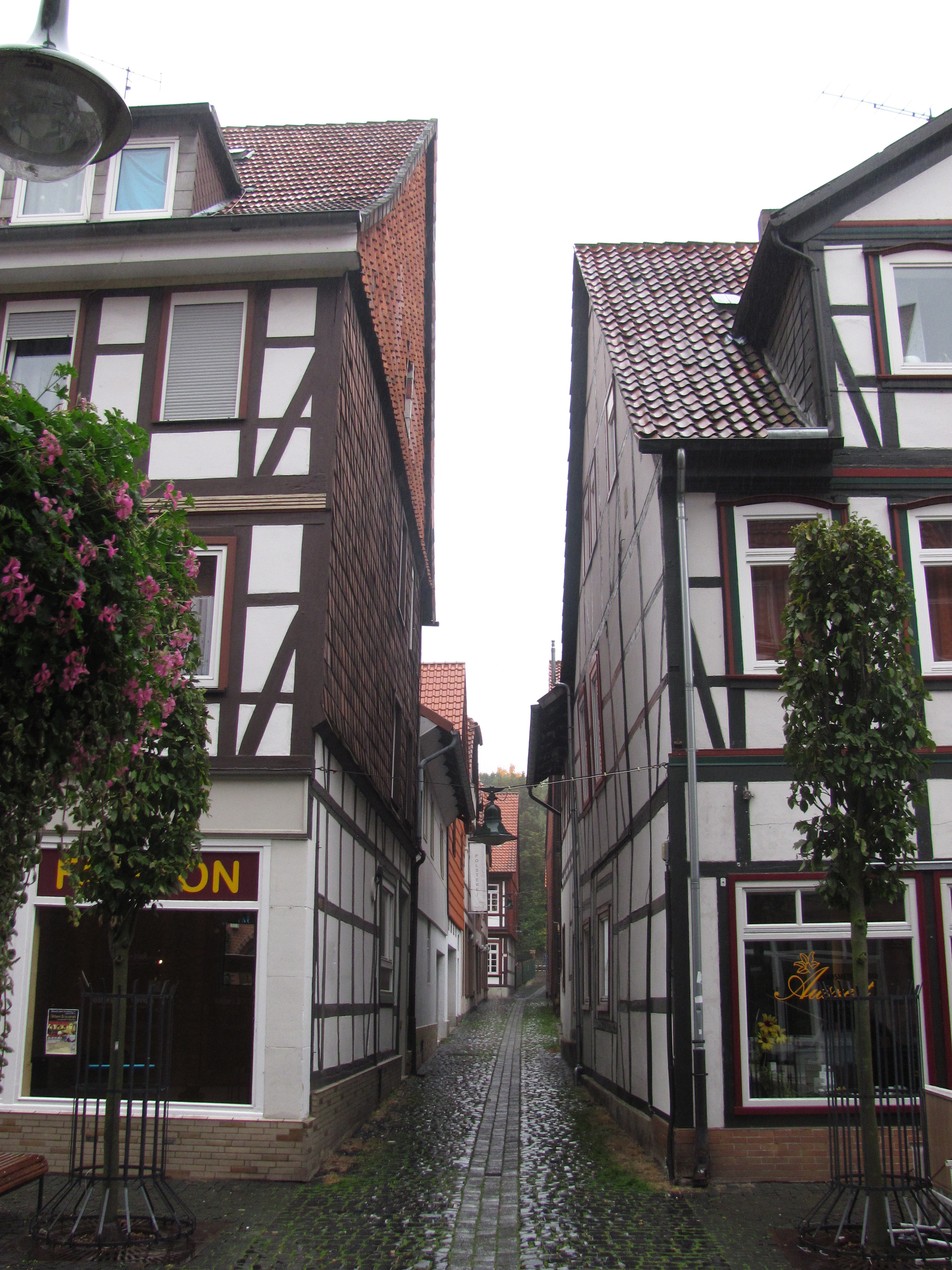
De Kuhgasse, evenals de Wassergasse een van de nauwste straatjes in het centrum
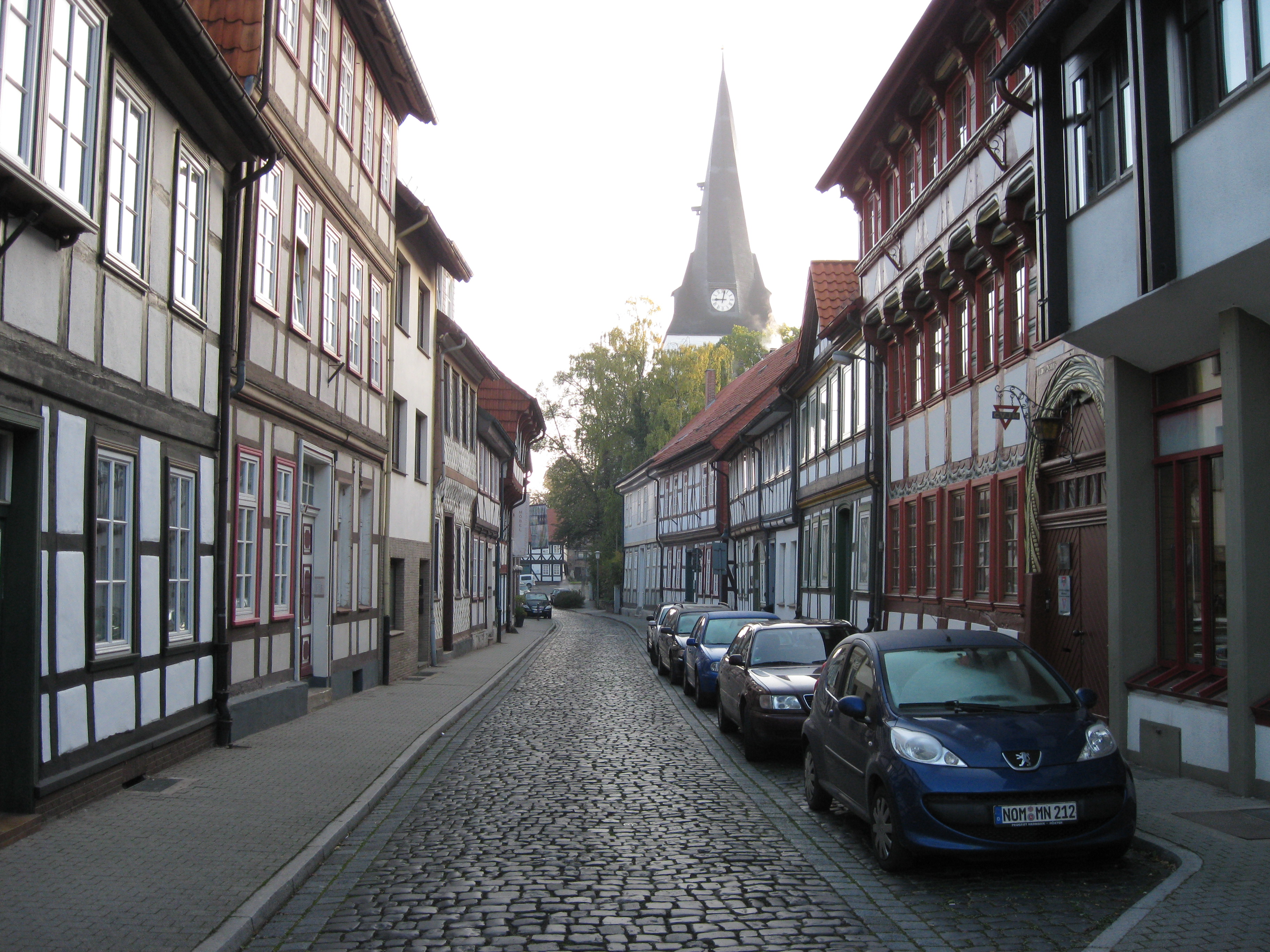
Huizen  in de Hagenstraße
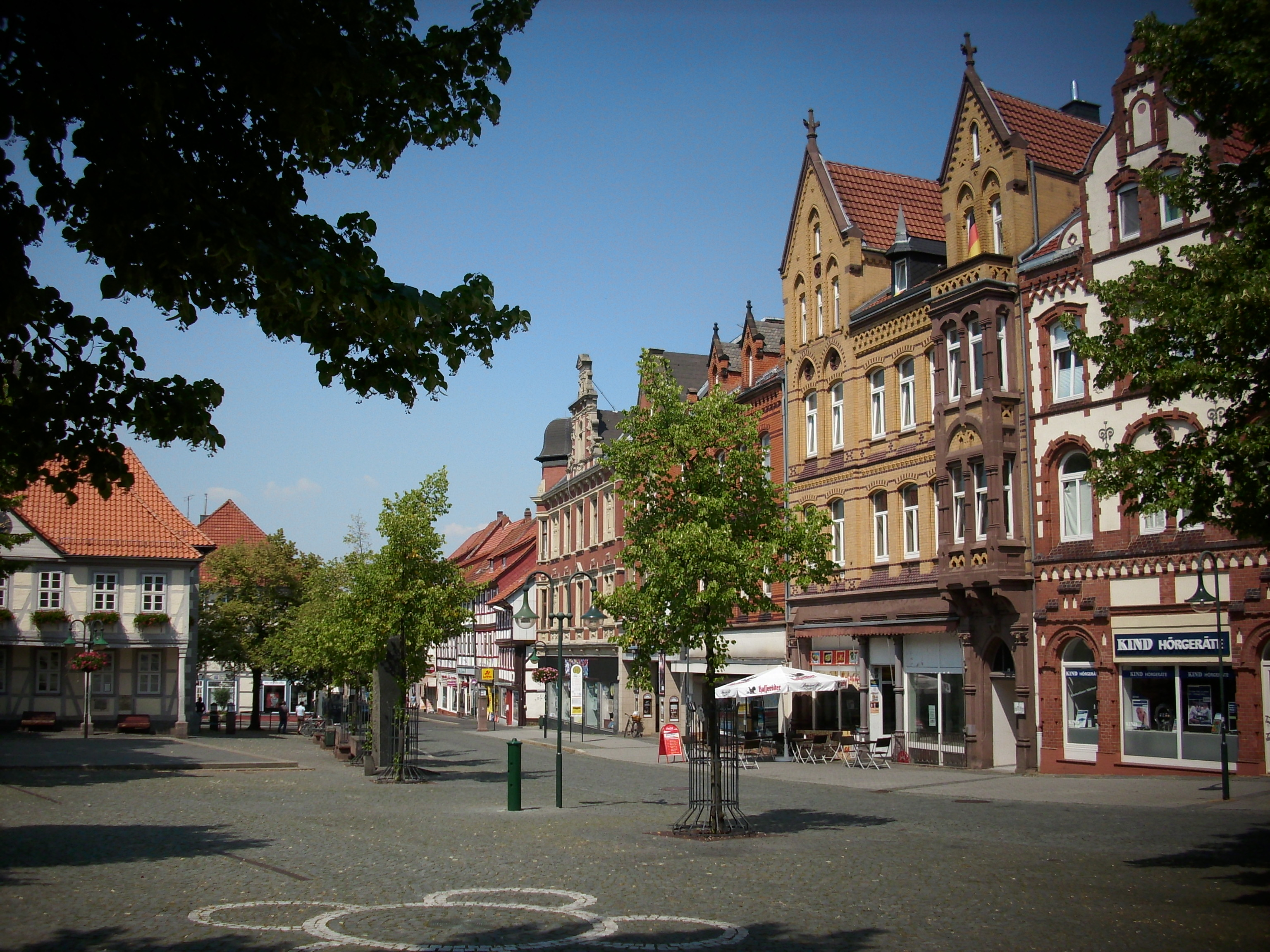
Wilhelminische[3] gebouwen aan de Markt
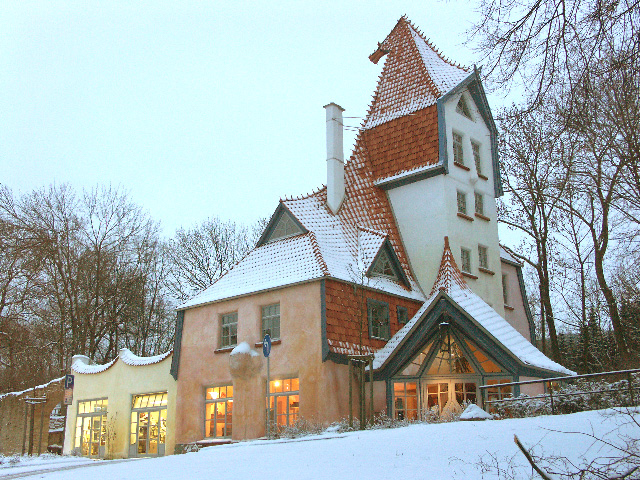
Theater der Nacht Haus in de winter
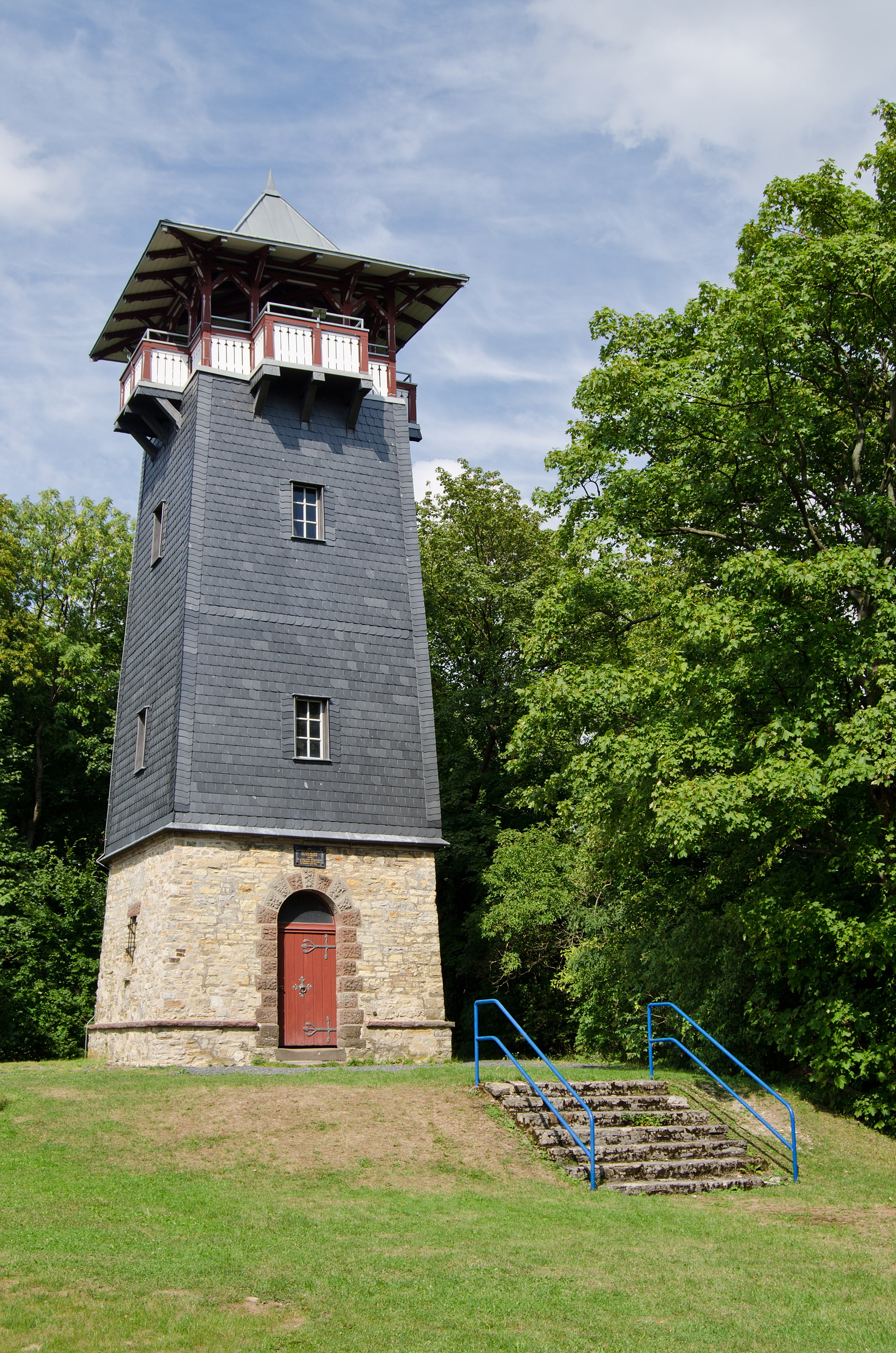
Uitzichttoren Wieterturm
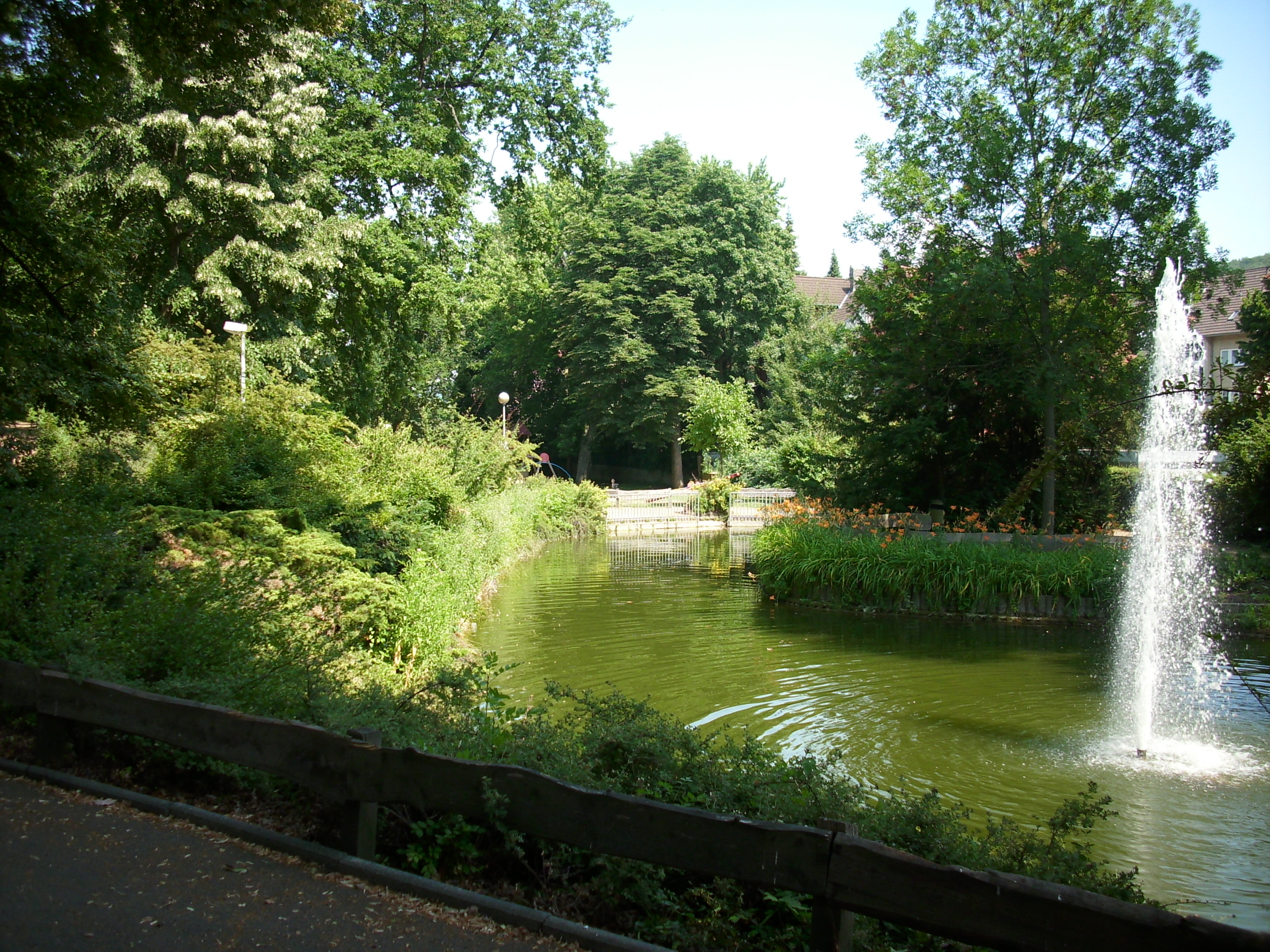
Stadspark bij de Tourlaviller Wall
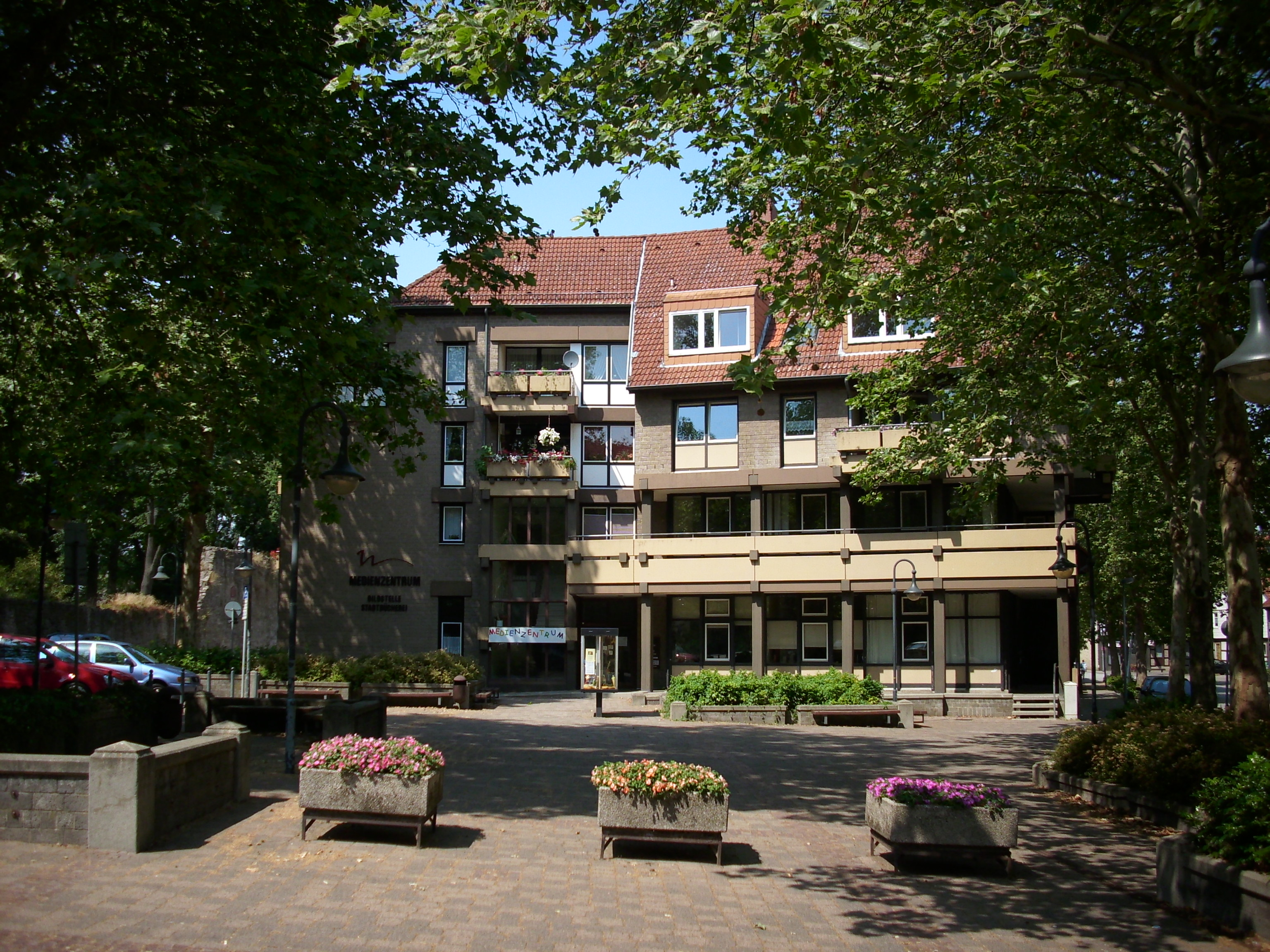
Mediacentrum en bibliotheek
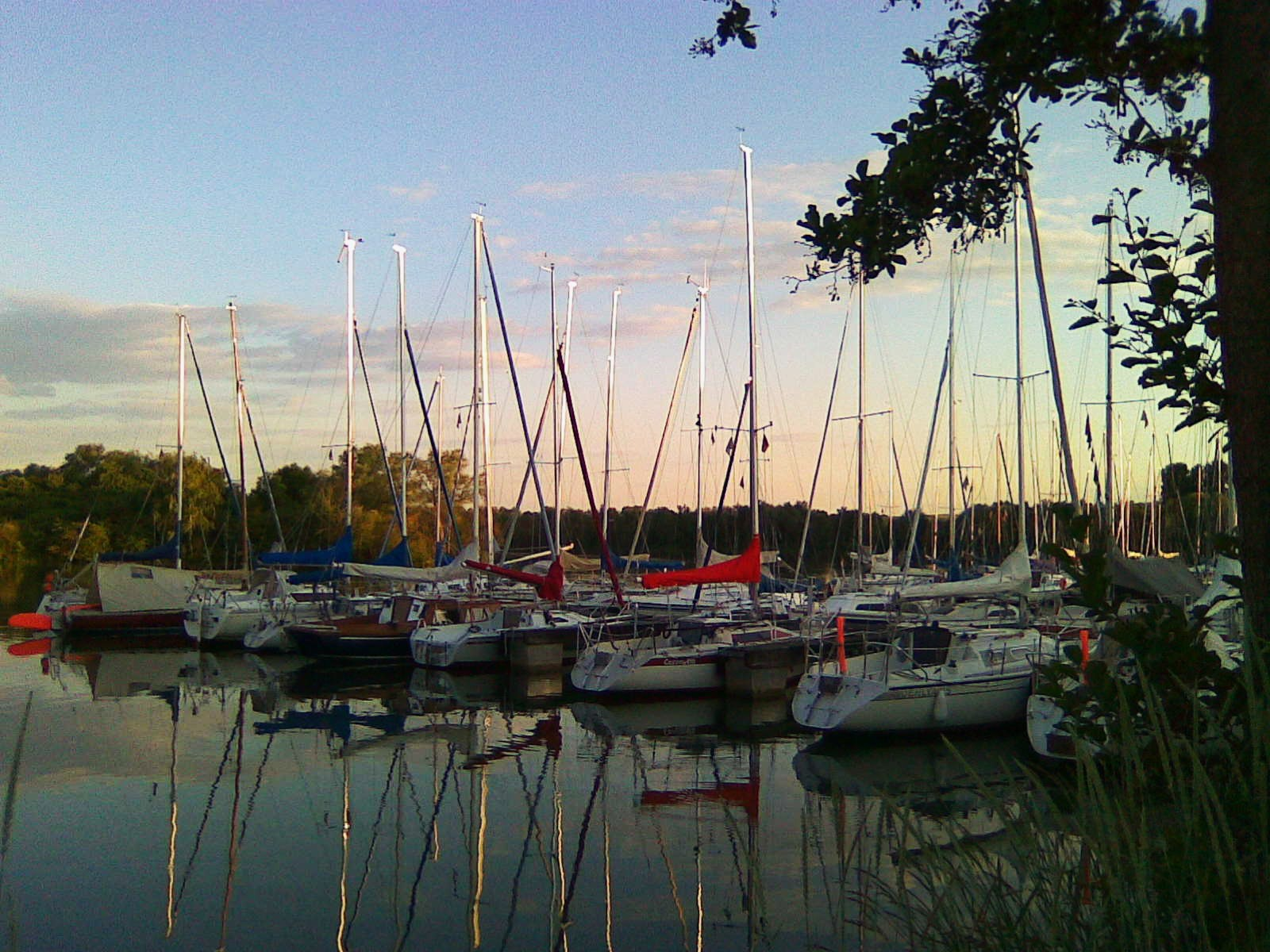
Jachthaven bij de Northeimer Seenplatte

- Bibliothèque nationale de France: cb15056851f (data)
- Gemeinsame Normdatei: 4042636-1
- Library of Congress Control Number: n86810864
- MusicBrainz: b480670a-a1bb-4cbe-abe9-cbbdaf2a903a
- Nationale Bibliotheek van Tsjechië: ge705075
- Nationale Bibliotheek van Israël: 987007567236705171
- Système universitaire de documentation: 137269447
- Virtual International Authority File: 145505832
- WorldCat: E39PBJqKdp9rktKkh7Vbyv9FKd

Bad Gandersheim · 
Bodenfelde · 
Dassel · 
Einbeck · 
Hardegsen · 
Kalefeld · 
Katlenburg-Lindau · 
Moringen · 
Nörten-Hardenberg · 
Northeim · 
Uslar